# Бартоломео Бімбі
Бартоломео Бімбі (італ. Bartolomeo Bimbi; 15 травня, 1648, Сеттіньяно — 14 січня, 1729, Флоренція) — італійський художник зламу XVII–XVIII ст., майстер різноманітних натюрмортів, переважно ботанічної тематики.

## Життєпис
Народився в місті Сеттіньяно. Художню освіту опановував у майстерні Лоренцо Ліппі. Починав зі створення картин біблійних, як і його вчитель Лоренцо Ліппі (1606—1665). Ще одним вчителем для нього став художник Оноріо Марінарі (1627—1715).
Стажувався в Римі в майстерні художника Маріо де Фйорі (1603—1673). Перейшов до створення різноманітних за сюжетами натюрмортів та зображення екзотичних для Італії птахів чи тварин. Бароко відбилось в його картинах зацікавленістю до незвичного чи екзотичного. Звідси зображення рослин з американського континенту, всіляких ботанічних рідкісних речей, окремих овочів, звертання до анімалістичного жанру.
Його покровителем став сам герцог Тосканський Козімо ІІІ Медічі, а після його смерті донька Козімо ІІІ — Марія Луїза Медічі.
Художня манера митця відрізнялась точністю у відтворенні характерних рис рослин, побутових речей чи тварин. Низка його картин — це точна фіксація рослин з ботанічних збірок Медічі. Низка його картин із зображеннями рослин перейшла до університету, де слугувала навчальними експонатами. Згодом частка його творів передана до музею натюрмортів у місті Флоренція, що є філією комплексу музеїв Палаццо Пітті.

## Вибрані твори (неповний перелік)
- «Мушлі на арабському килимі»
- «Цитрини і лимони»
- «Грона винограду»
- «Турецька зброя»
- «Цитруси Медічі»
- «Гарбуз на пагорбі»
- «Кольорова капуста»
- «Плід і квітка цитрину»

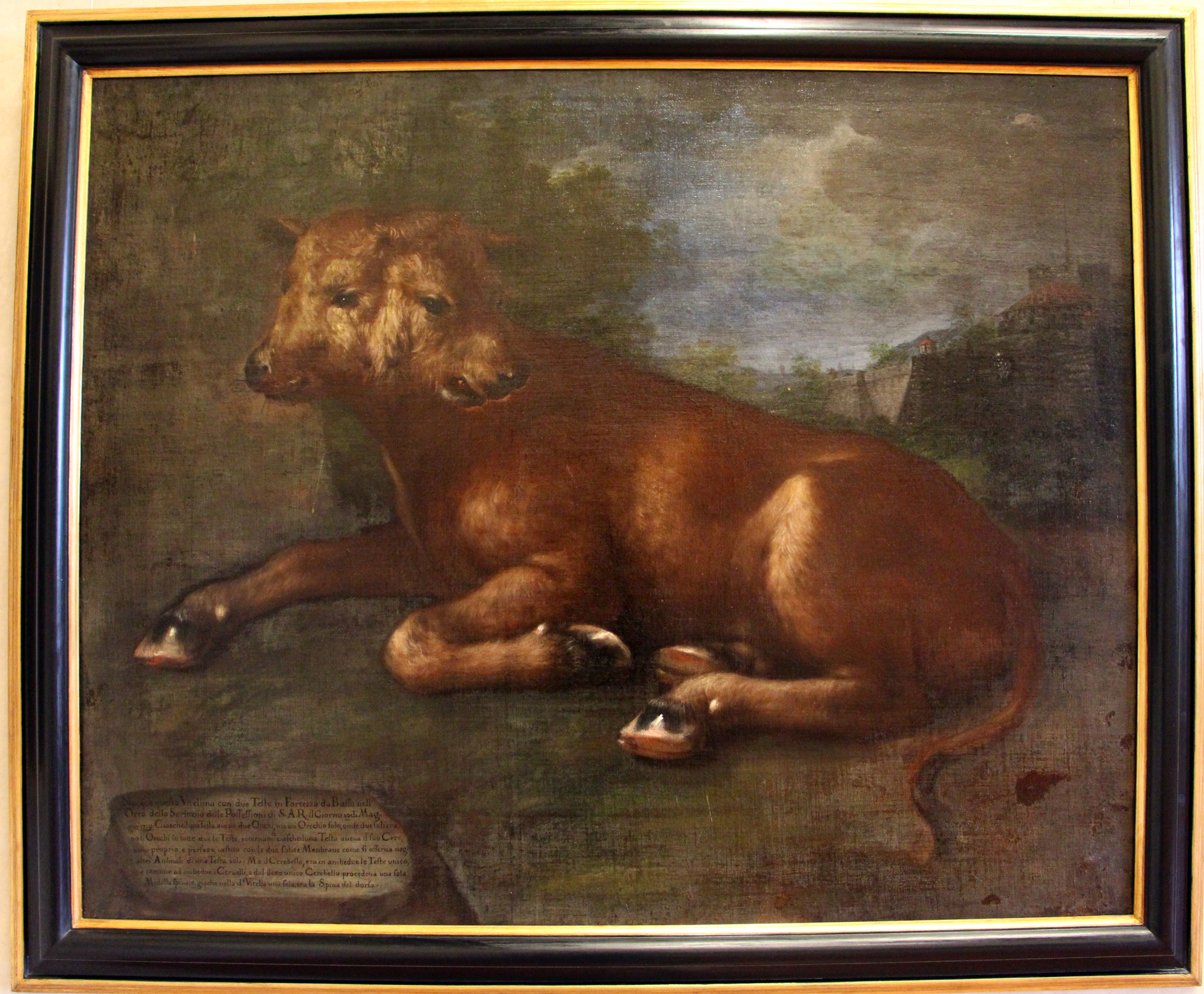
Бартоломео Бімбі. «Теля з двома головами»

- «Ботанічна рідкість (pianta di fave prodigiosa)»
- «Мисливські трофеї, заяць і дичина»
- «Теля з двома головами»
- «Самиця опоссума з щенятами»
- «Папуга»
- «Декоративний соняшник»
- «Короп звичайний»
- «Фламінго і собака»

## Вибрані твори (галерея)

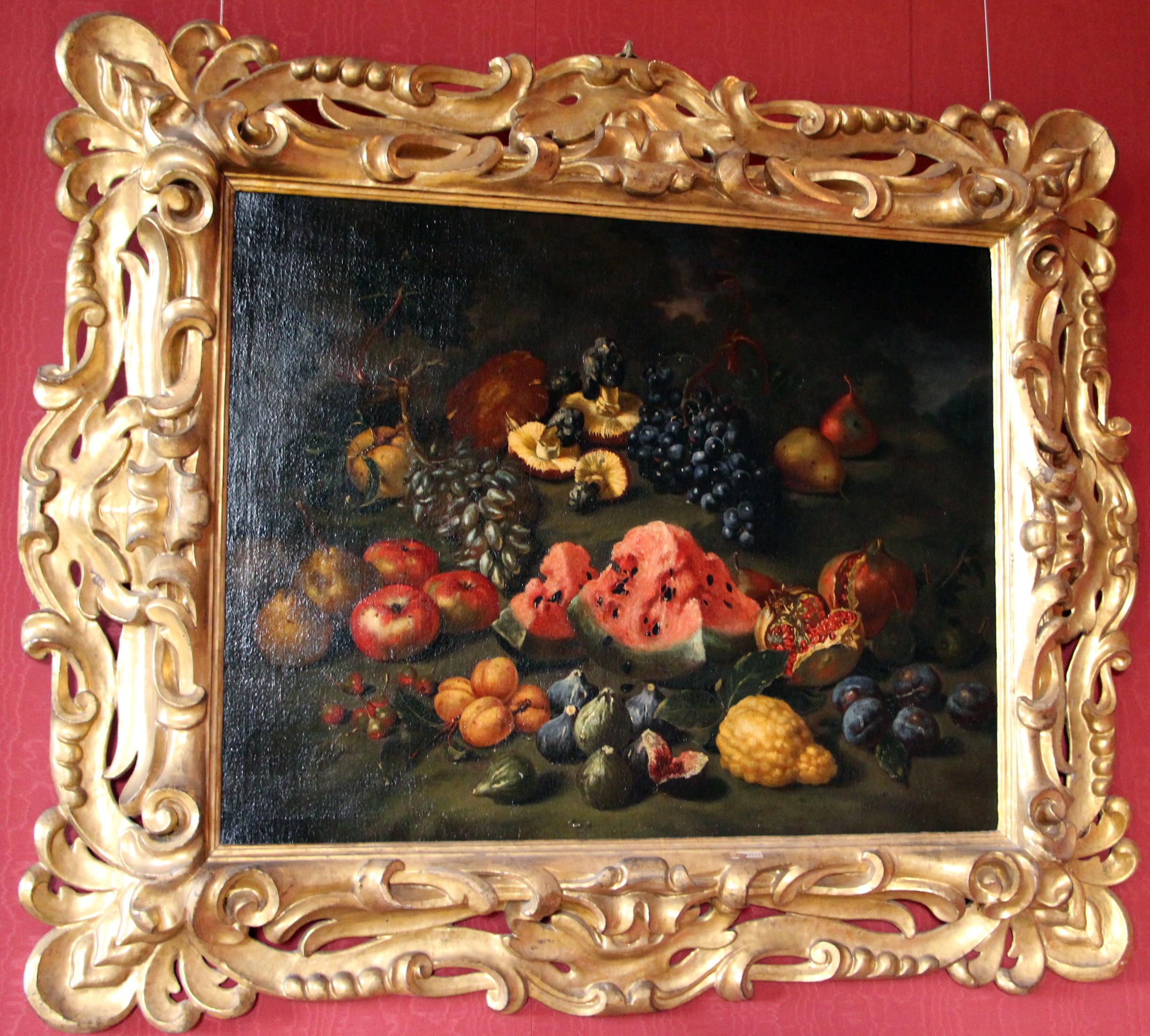
Бартоломео Бімбі. «Кавун, яблука, виноград, смокви, жерделі»

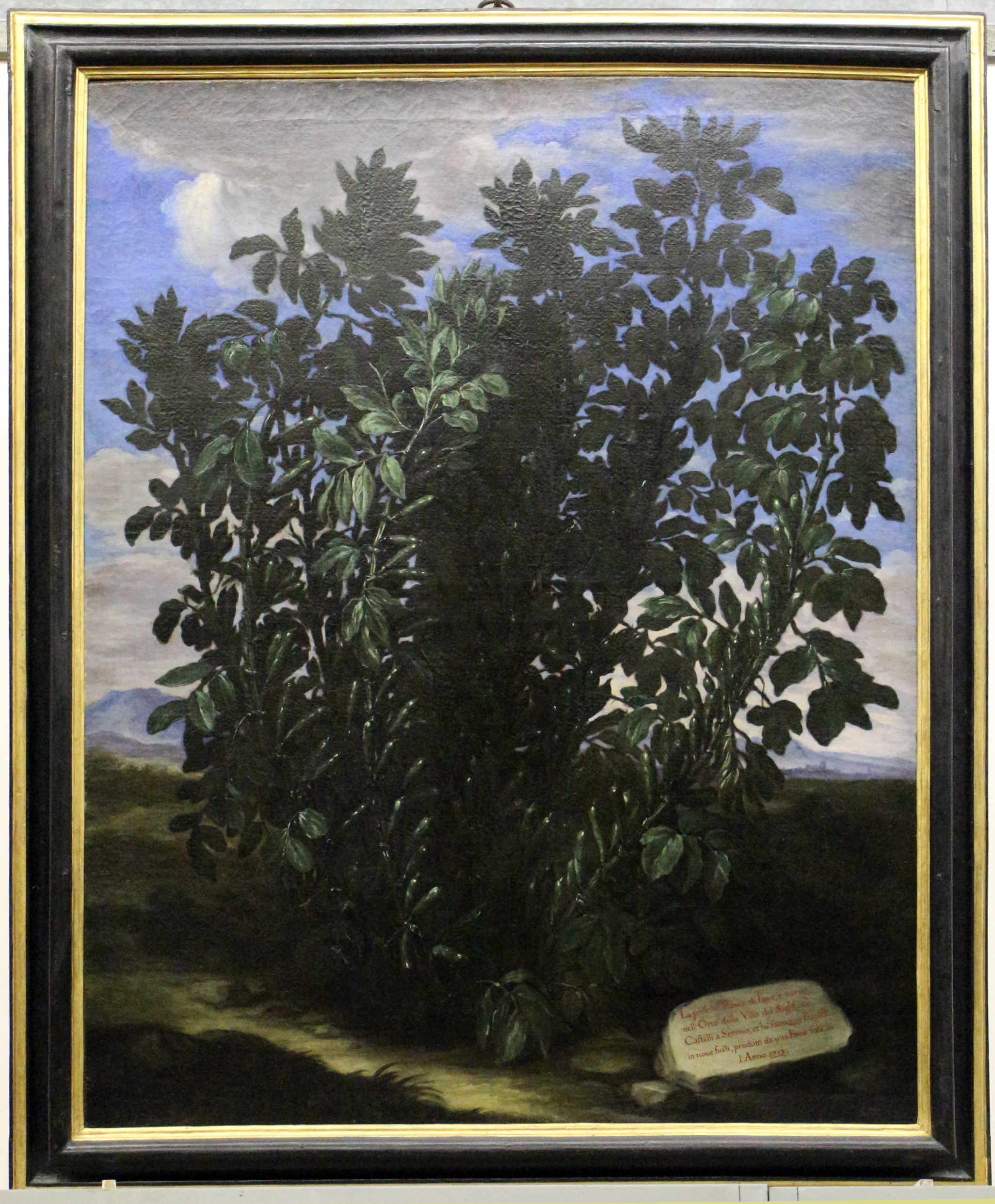
Бартоломео Бімбі. «Ботанічна рідкість (pianta di fave prodigiosa)»
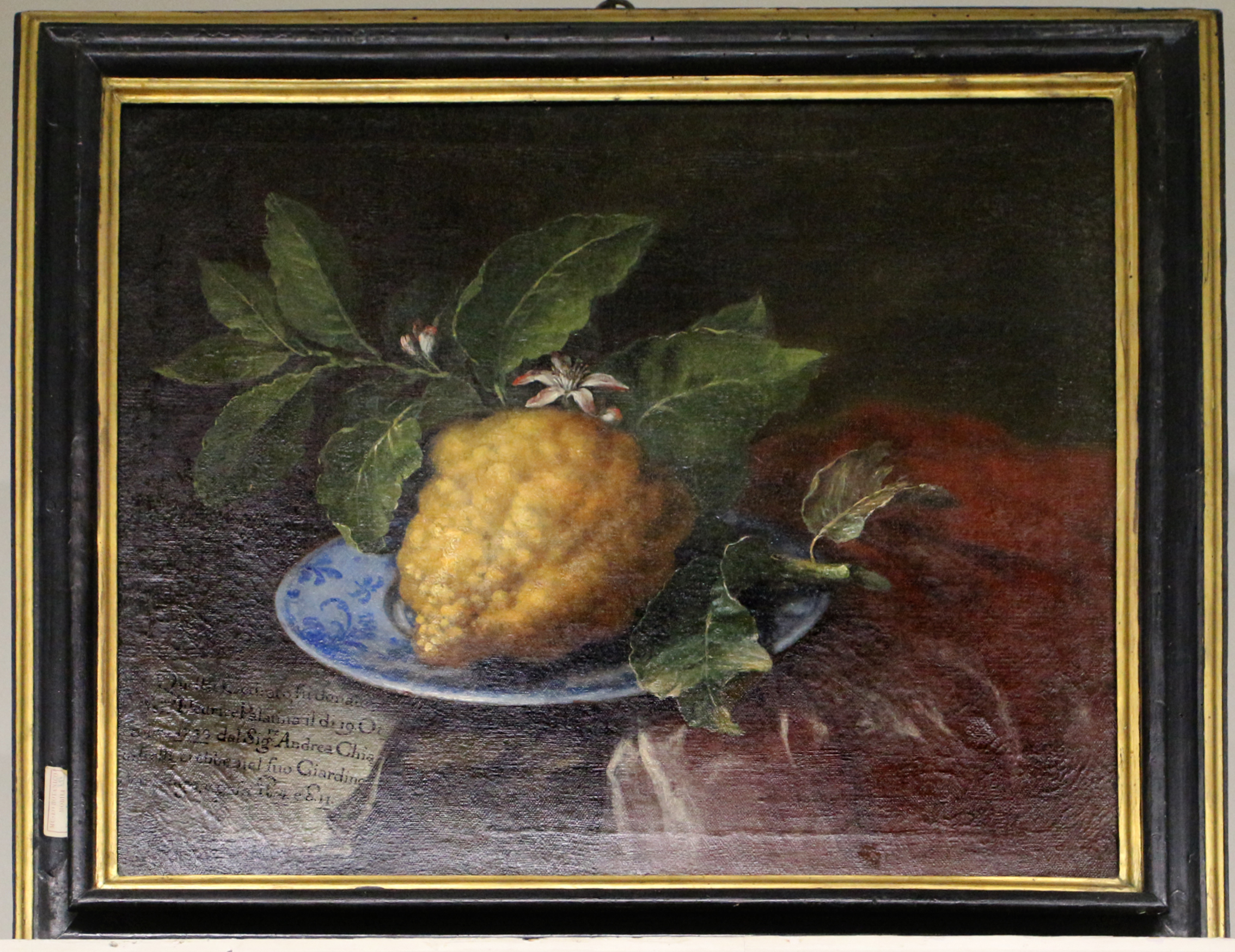
Бартоломео Бімбі. «Цитрин на блюді»
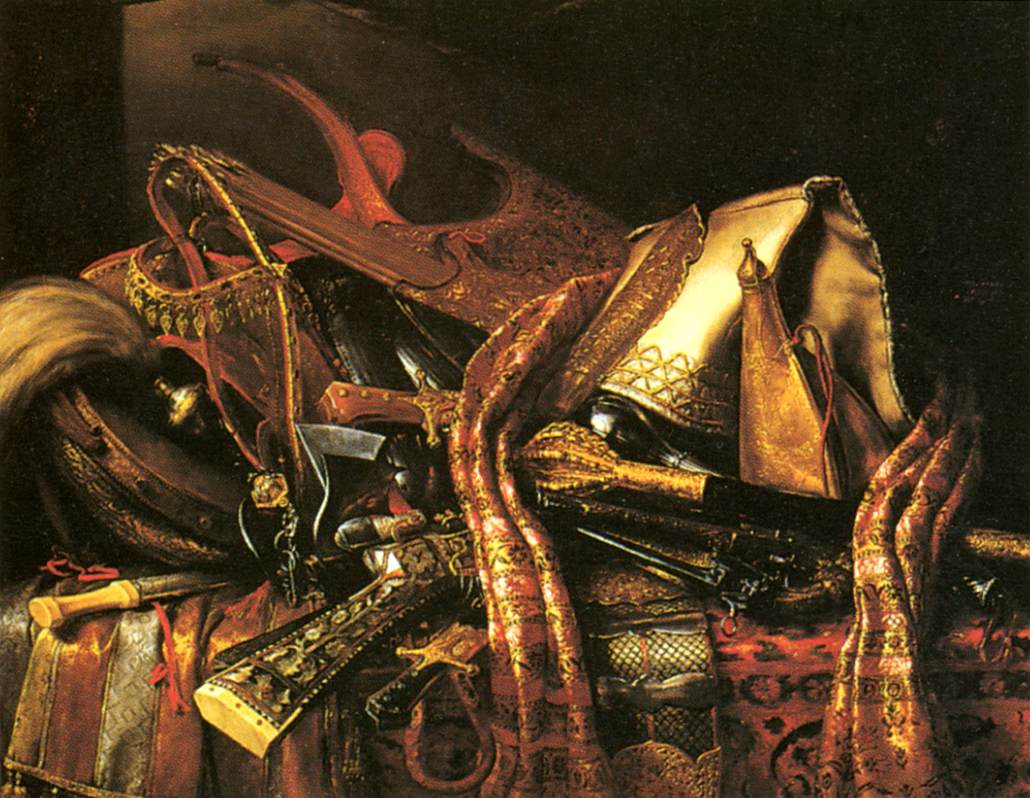
Бартоломео Бімбі. «Турецька зброя»
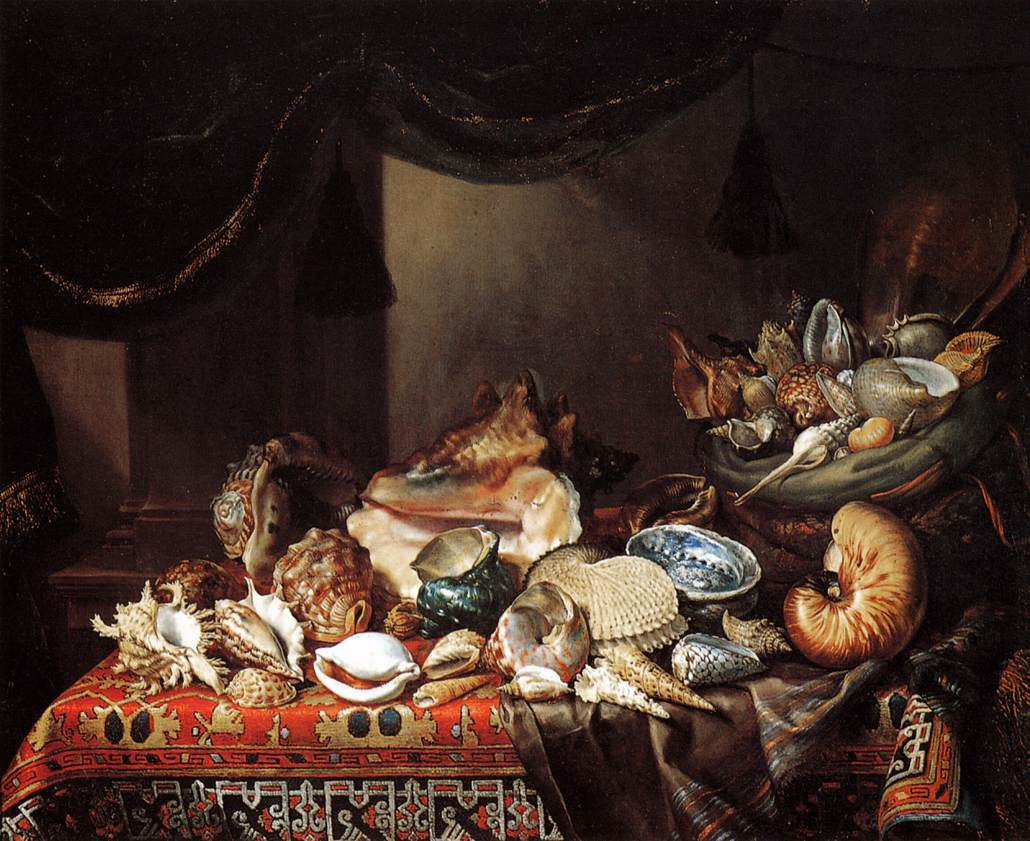
Бартоломео Бімбі. «Мушлі на арабському килимі»
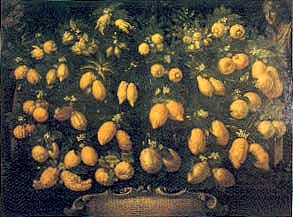
Бартоломео Бімбі. «Цитрини і лимони»
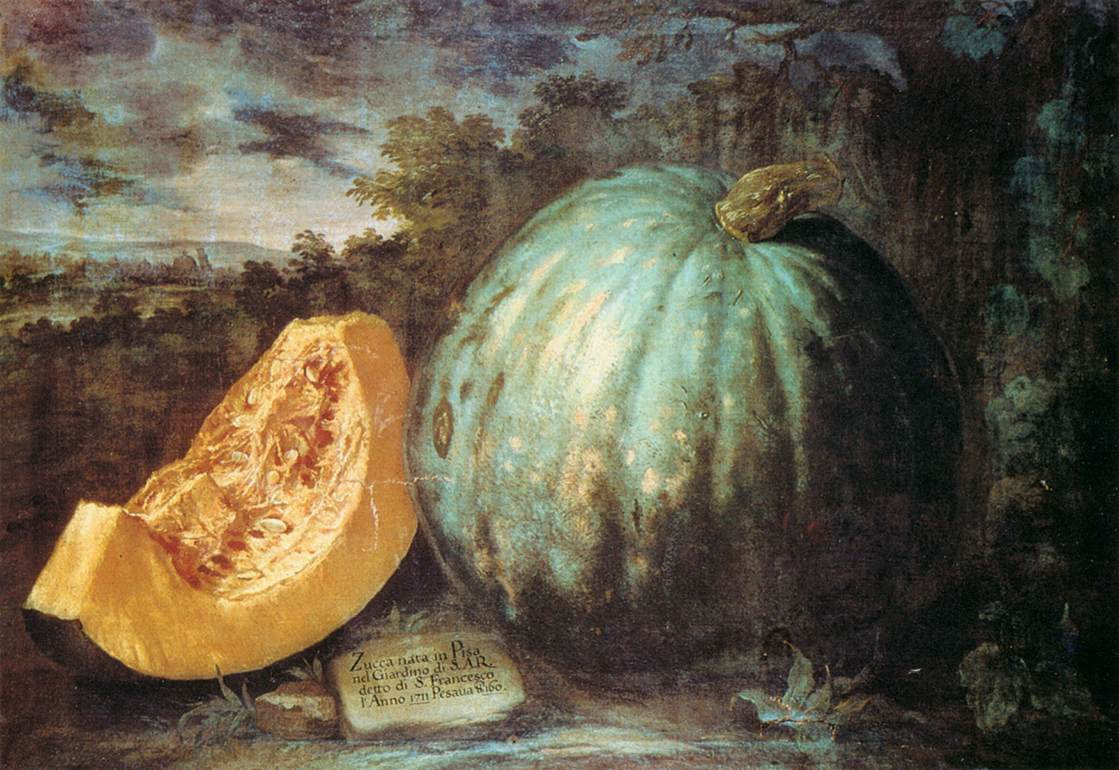
Бартоломео Бімбі. Гарбуз в пейзажі